# Synyster Gates
Synyster Gates, eg. Brian Elwin Haner, Jr., född 7 juli 1981 i Huntington Beach, Kalifornien, USA. Sologitarrist i Avenged Sevenfold (A7X).
Brian kom på sitt artistnamn "Synyster Gates" när han körde igenom parken med Avenged Sevenfold's före detta trummis, The Rev. Eftersom "Synyster" blir lite långt att säga, kallas han för "Gates" eller helt enkelt "Syn".
Syn är sponsrad av "Schecter Guitars", och har sin egen signatursmodell.
Syn har blivit rankad som en av världens 50 snabbaste gitarrister, han ligger på plats 27 efter Lucas Laraqui. Han har också fått titeln "Young Shredder". Han har även rankats som #34 i slacker radio´s "44 greatest guitar gods". Han utsågs till "Sexigaste man" i 2008 Kerrang Readers Poll.